# Georg Joseph Sidler (Politiker)
Georg Joseph Sidler (* 25. Juni 1782 in Zug; † 27. Mai 1861 in Unterstrass, Zürich) war ein Schweizer Politiker. Er gehörte zu den gemässigten Bundesreformern und hatte viele verschiedene Ämter inne. Ab 1848 war er bis zu seinem Tod Mitglied des Nationalrates.

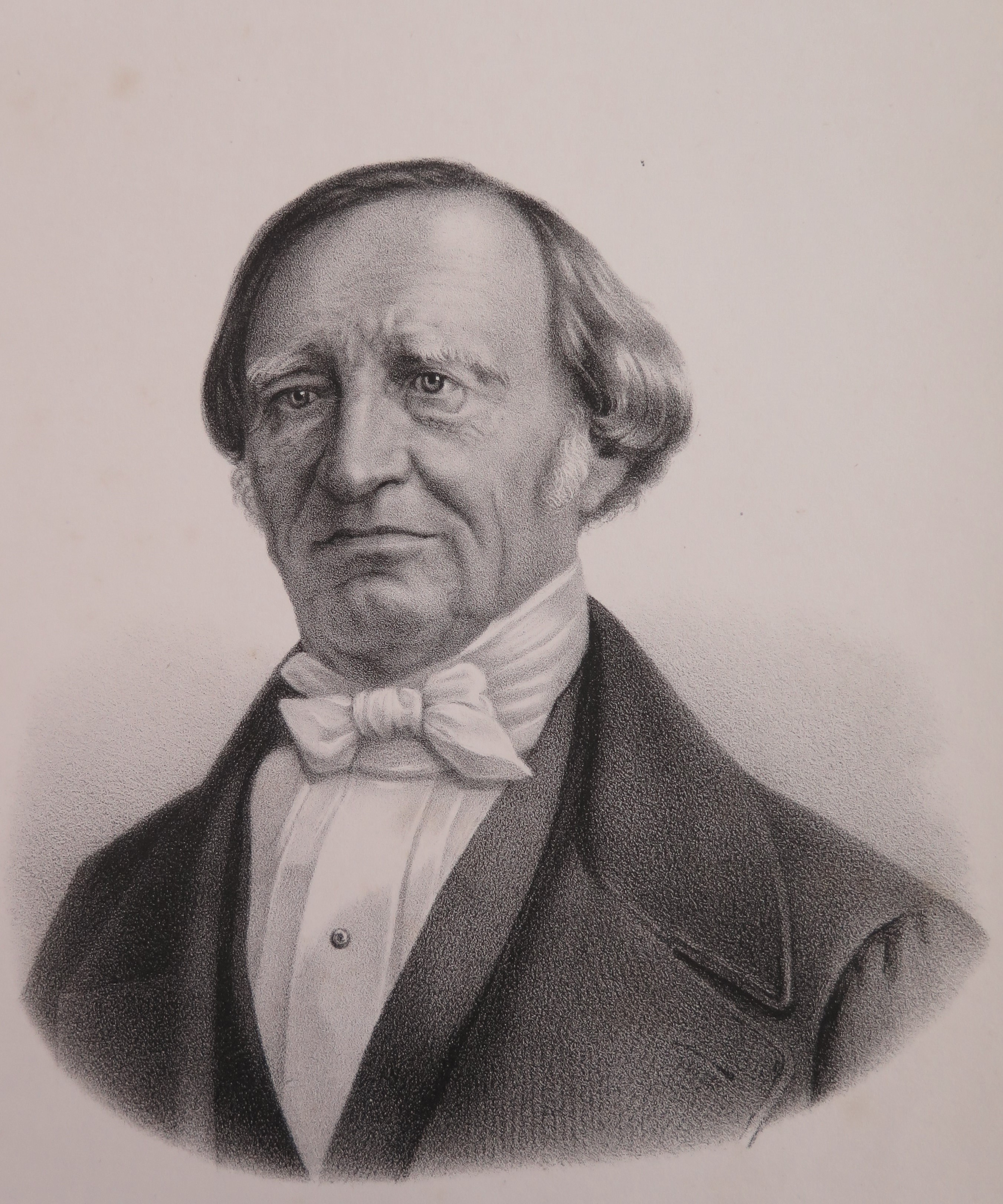
Georg Joseph Sidler

## Lebensgeschichte
Als Sohn eines in französischem Dienst stehenden Offiziers wurde Georg Joseph Sidler am 25. Juni 1782 in Zug geboren. Sein Bruder Josef Anton Sidler (* 1783, † 1862) war Gardehauptmann in der Schweizergarde des französischen Königs. Er war verheiratet mit Josepha Landtwing, deren gemeinsame Tochter Elisabetha Caroline (1814–1871) die Frau von Heinrich Schweizer war. Aus seiner zweiten Ehe mit Maria Verena Moos stammt der spätere Astronom und Mathematiker Georg Joseph Sidler. 
Sidler erhielt im Jahr 1845 das Bürgerrecht von der Gemeinde Unterstrass und verstarb dort am 27. Mai 1861 nach einer Entzündungskrankheit. Er wurde auf dem Friedhof der St.-Jakobs-Kirche in Aussersihl begraben. Im Jahr 1901 wurde der Vorschlag abgelehnt, den alten Friedhofsweg, welcher an seinem Grabplatz vorbeiführte, in Sidlerstrasse umzubenennen; der Weg heisst heute Lutherstrasse.

## Politische Laufbahn
Sidlers berufliche Laufbahn begann sich früh mit seiner politischen Laufbahn zu vermischen, wurde er doch schon 1799 zum Verwaltungssekretär des helvetischen Kantons Waldstätten berufen. Gleich seine erste Rede als Tagsatzungsgesandter am 3. Juni 1811 in der Solothurner Kathedrale löste eine Krise aus. Denn die Rede führte dazu, dass eine dreiköpfige Delegation nach Paris zitiert wurde, welche sich einem Wutausbruch des französischen Kaisers Napoleon stellen musste. Obwohl der Inhalt der Rede über die Besetzung des Tessins eigentlich gemässigt war, schien sie dennoch einen wunden Punkt getroffen zu haben und vom anwesenden französischen Gesandten missverstanden worden zu sein. Erst die Abschrift der Rede liess die Gemüter sich wieder einigermassen beruhigen. Dennoch galt Sidler ab jenem Zeitpunkt als schwärmerischer Rhetoriker, welcher wusste, wie er mit dem Publikum umgehen musste. 
Sein späterer Biograph August Welti bezeichnete ihn in der Folge als «grössten Volksredner seiner Zeit».
Wegen des in den 1840er Jahren immer wieder auftretenden Streits über die Jesuitenkommission und die Klosteraufhebung im Kanton Aargau kam es zu Konflikten mit den Zuger Geistlichen, zumal Sidler klar für eine Trennung von Kirche und Staat einstand. Die Macht der Zuger Geistlichen führte dazu, dass Sidler ein kantonales Mandat nach dem anderen verlor. So wurde er am 5. Mai 1833 als Tagsatzungsgesandter von der Landsgemeinde abgewählt. Am 4. Mai 1834 wurde er nicht mehr als Landammann bestätigt und erneut nicht als Abgesandter für die Tagsatzung gewählt. Im Gegenzug wurde seine Tätigkeit immer mehr von der nationalen Politik geprägt. 1839 verlegte er seinen Wohnsitz in die Gemeinde Unterstrass bei Zürich. Er blieb bis 1844 dem Zuger Parlament treu und versuchte 1843 erfolglos zu verhindern, dass Zug an der Konferenz der katholisch-konservativen Konvergenz teilnahm.  Dies war der Vorgänger des Sonderbunds, welchen er mit allen ihm zur Verfügung stehenden Mitteln zu verhindern versuchte. Anfangs gab es noch etliche Regierungsratsmitglieder, die er überzeugen konnte. Im Januar 1844 jedoch wandten sich diese von ihm ab, so dass im Januar 1844 mit 98 zu 21 Stimmen der Beitritt Zugs beschlossen wurde. Sidler legte zusammen mit 10 Landräten gegen den Beschluss Verwahrung ein und versuchte noch am 12. Februar 1844, seiner letzten Sitzung in einem Zuger Gremium, die Beschlüsse als bundesrechtswidrig zu denunzieren.
Am 23. Oktober 1847 versuchte der zürcherische Bürgermeister Jonas Furrer als eidgenössischer Abgesandter die Zuger davon zu überzeugen, den Sonderbund zu verlassen. Im Gegensatz zu den sechs anderen Ständen schafften es hier die eidgenössischen Abgesandten, ihre Proklamation vor die zuständige Regierungsratskommission zu bringen, wenngleich erfolglos. Denn am 3. November 1847 brach der Sonderbundskrieg mit Beteiligung des Kantons Zug aus.
Im Jahr 1848 wurde Sidler vom Zürcher Stimmvolk bei den ersten Parlamentswahlen in den Nationalrat gewählt, wo er als Alterspräsident die erste offizielle schweizerische Nationalratsrede halten konnte. Darin bedauerte er, dass die in der Bundesverfassung niedergeschriebene Glaubens- und Kulturfreiheit nicht «auf noch andere Konfessionen» ausgedehnt worden sei. Damit meinte er vor allem die Juden.

### Ämter
Georg Joseph Sidler hatte viele Ämter inne, darunter:
- Tagsatzungsgesandter: 1810–1833
- Landrat (Kanton Zug): 1814–1844
- Kantonsstatthalter und Gerichtspräsident (Kanton Zug): 1815–1818, 1820–1822, 1832–1838
- Landammann (Kanton Zug): 1818–1820, 1822–1824, 1826–1828, 1830–1832
- Landeshauptmann (Kanton Zug): 1829–1838
- Eidgenössischer Zollrevisor: 1837–1848
- Präsident der Helvetischen Gesellschaft: 1837
- Grossrat (Kanton Zürich): 1845–1861
- Nationalrat: 1848–1861
- Alterspräsident des Nationalrats: 1848, 1851, 1854, 1857, 1860